# Даркуш-Казмаляр
Даркуш-Казмаляр (лезг. Даркушрин Къазмаяр) — село в Сулейман-Стальском районе Дагестана.
Образует сельское поселение село Даркуш-Казмаляр как единственный населённый пункт в его составе.

## География
Расположено в 24 км к северо-востоку от райцентра села Касумкент, на левом берегу реки Гюльгерычай.

## Население
| 1926  | 1970  | 1989  | 2002  | 2010  | 2012  | 2013  |
| ----- | ----- | ----- | ----- | ----- | ----- | ----- |
| 132   | ↗838  | ↗1323 | ↗2454 | ↗2809 | ↘2793 | ↗2805 |
| 2014  | 2015  | 2016  | 2017  | 2018  | 2019  | 2020  |
| ↘2804 | ↗2817 | ↘2816 | ↘2803 | ↘2797 | ↗2802 | ↗2806 |
| 2021  | 2023  | 2024  | 2025  |       |       |       |
| ↘2767 | ↗2787 | →2787 | ↗2793 |       |       |       |

## История
Село образовано в 1966 г. путем переселения села Даркуш с гор на равнину. В 1967 г. в село также были переселены жители села Вруш Рутульского района, а через год — жители села Шимихюр Курахского района.